# Associazione Sportiva Fidelis Andria 2001-2002
Questa pagina raccoglie le informazioni riguardanti l'Associazione Sportiva Fidelis Andria nelle competizioni ufficiali della stagione 2001-2002.

## Rosa
| N. |                      | Ruolo | Calciatore           |
| -- | -------------------- | ----- | -------------------- |
|    | Italia (bandiera)    | D     | Giuseppe Abruzzese   |
|    | Italia (bandiera)    | D     | Antonio Binetti      |
|    | Italia (bandiera)    | C     | Mario Matteo Bogani  |
|    | Italia (bandiera)    | C     | Luigi Caggianelli    |
|    | Italia (bandiera)    | P     | Giovanni Cannone     |
|    | Italia (bandiera)    | C     | Roberto Capetti      |
|    | Italia (bandiera)    | D     | Donato Capuano       |
|    | Italia (bandiera)    | D     | Carmine Cioffi       |
|    | Italia (bandiera)    | A     | Cristiano Colella    |
|    | Italia (bandiera)    | C     | Francesco Corposanto |
|    | Italia (bandiera)    | D     | Genny Del Prete      |
|    | Italia (bandiera)    | D     | Nicola De Santis     |
|    | Italia (bandiera)    | D     | Giovanni De Toma     |
|    | Argentina (bandiera) | C     | Cristian Ferreyra    |
|    | Italia (bandiera)    | C     | Pietro Garau         |
|    | Italia (bandiera)    | A     | Guido Gatti          |
|    | Italia (bandiera)    | C     | Antonio La Cava      |

| N. |                    | Ruolo | Calciatore          |
| -- | ------------------ | ----- | ------------------- |
|    | Italia (bandiera)  | C     | Francesco La Rosa   |
|    | Italia (bandiera)  | A     | Frederic Massara    |
|    | Italia (bandiera)  | D     | Luca Moreo          |
|    | Brasile (bandiera) | A     | Paco Soares         |
|    | Italia (bandiera)  | P     | Stefano Pergolizzi  |
|    | Italia (bandiera)  | D     | Fabio Prosperi      |
|    | Italia (bandiera)  | P     | Giacomo Puntelli    |
|    | Italia (bandiera)  | A     | Salvatore Rizzi     |
|    | Italia (bandiera)  | C     | Valentino Sbaccanti |
|    | Italia (bandiera)  | A     | Gianluca Sciannamea |
|    | Italia (bandiera)  | A     | Andrea Tacconelli   |
|    | Italia (bandiera)  | D     | Fabio Timoniere     |
|    | Italia (bandiera)  | D     | Gianluca Torma      |
|    | Italia (bandiera)  | A     | Bruno Trocini       |
|    | Italia (bandiera)  | P     | Claudio Zaminga     |